# Dracula cerca sangue di vergine... e morì di sete!!!
Dracula cerca sangue di vergine... e morì di sete!!! (Blood for Dracula) è un film del 1974, diretto da Paul Morrissey con la collaborazione di Antonio Margheriti.
Si tratta del secondo film girato da Morrissey in Italia, dopo Il mostro è in tavola... barone Frankenstein (1973). Le due opere vennero ideate da Andy Warhol, intenzionato a realizzare un horror erotico in 3-D. Il produttore italiano Carlo Ponti, interessato a finanziare il progetto, si offrì di produrne due da girare in Italia. Solo il primo dei due film venne però realizzato in 3-D.

## Trama
Anni venti del Novecento. Il Conte Davide soffre per la mancanza di sangue di vergine e così decide di trasferirsi in Italia su consiglio del suo fedele maggiordomo, convinto che l'influenza della Chiesa nel "belpaese" abbia conservato fanciulle caste ed ingenue.
Una famiglia aristocratica in decadenza li accoglie ed il padre di famiglia, un marchese squattrinato, spera di dare in sposa una delle sue quattro figlie a Dracula (in modo da poter risollevare le pessime sorti economiche in cui versa il suo casato). Ma le giovani non sono poi così illibate come supponeva il conte transilvano e la situazione precipita inesorabilmente. Uno dei servitori infatti provvede a privare le ragazze della loro verginità, in modo che il conte non possa fare di loro delle vampire.
Dopo che il conte ha soggiogato (senza però farle diventare vampire) due delle sorelle, il servitore provvede ad eliminare la verginità della terza sorella. Infine riesce ad uccidere Dracula, anche se con lui muore una quarta sorella, la più grande, che era rimasta zitella e che aveva trovato l'amore nel conte: ella si impala sul corpo morente di Dracula.

## Produzione
Il film venne girato in Italia e parzialmente improvvisato per quel che concerneva dialoghi e sceneggiatura man mano che procedevano le riprese, dalla stessa troupe di Il mostro è in tavola... barone Frankenstein.

### Cast
Buona parte del cast è lo stesso del film precedente; Udo Kier recitò nei ruoli del Barone Frankenstein e di quella del Conte Dracula. Protagonista di entrambi i film fu il modello Joe Dallesandro.
Roman Polański si trovava in Italia per girare il suo film Che? in un set lì vicino, e si prestò ad effettuare un'apparizione cameo nel film di Morrissey (nella parte di un popolano, che inganna il maggiordomo di Dracula mentre si trova in una locanda). Si noti come porti gli stessi baffi in entrambe le pellicole. Nella parte del Marchese di Fiore compare Vittorio De Sica nella sua ultima interpretazione (morirà poco tempo dopo).
Esistono controversie sulla corretta attribuzione della regia dei due film, in quanto la distribuzione italiana accreditò come co-regista Antonio Margheriti, che in realtà si era limitato a fornire un apporto tecnico per il 3D e a girare alcune scene aggiuntive. Udo Kier, protagonista del film, ha affermato che Margheriti non ebbe niente a che fare con la regia del film, aggiungendo che sia lui che gli altri membri del cast ricevettero direttive esclusivamente da Morrissey, e che non aveva mai visto Margheriti sul set. La tesi che viene principalmente avvalorata è quella che avrebbe visto il produttore Carlo Ponti chiedere ad Antonio Margheriti di comparire come aiuto regista nei crediti dell'edizione italiana del film per ottenere così i finanziamenti statali dovuti alle opere di registi nazionali.

## Distribuzione
Il film è conosciuto anche con i titoli Andy Warhol's Dracula, Dracula vuole vivere: cerca sangue di vergine! e Dracula cerca sangue di vergine.

## Accoglienza
Il film incassò 345.023.314 di lire dell'epoca.